# アキナ (お笑いコンビ)
アキナは、吉本興業（大阪本社）所属のお笑いコンビ。2012年10月結成。THE MANZAI 2014 第3位、キングオブコント2014・2015・2017、M-1グランプリ2016・2020ファイナリスト。

## メンバー
秋山 賢太（あきやま けんた、1983年6月24日（42歳） - ）ツッコミ担当、立ち位置は向かって右。
兵庫県川辺郡猪名川町出身、兵庫県立猪名川高等学校卒業。
身長170cm、体重58kg。血液型A型。靴のサイズは26.5cmだが、実際は1cm大きいものを履く。
NSC大阪校25期出身。現在のコンビ結成以前は、三輪善行（現・なにわプラッチック）とコンビ『金時』として活動。
プライベートでは山名を「ふみ」と呼ぶ。
2019年2月14日、朝日放送テレビアナウンサーの塚本麻里衣との結婚を発表。
スニーカーが好き。
高所恐怖症。
小6の時、ジャニーズ事務所へ応募した。
山名 文和（やまな ふみかず、1980年7月3日（45歳） - ）ボケ・ネタ作り担当、立ち位置は向かって左。
滋賀県東近江市出身。滋賀県立彦根東高等学校卒業、名古屋外国語大学中退。
身長171cm、体重68kg。血液型A型。靴のサイズ27cm。元喫煙者で2022年現在禁煙6年目、先輩に誓ってやめた。
NSC大阪校26期出身。現在のコンビ結成以前は河井ゆずる（アインシュタイン）とコンビ『河井山名（旧コンビ名・やじろべえ）』で活動。
「山名スマッシュ」と呼ばれる一発ギャグのようなポージングを持っているが、特に意味は無いという。
特技は書道で、学生時代はバスケットボール部所属。中学時代は優等生で地元の進学校へ入学したが、退学を考えるほど落ちこぼれてしまった。
犬を1匹飼っている。名前は「おまめ」。
特技は一周回るテーブルくぐり。
2021年7月24日の『せやねん!』（毎日放送）において、吉本新喜劇の宇都宮まきとの結婚を報告した。
2022年4月11日、第1子男児の誕生を報告。
2023年6月17日、第2子男児の誕生を報告。
2024年6月6日、『せやねん!』のロケ中にスケートボードで転倒、右肩甲骨を骨折し全治4 - 6週間と診断される。

## 略歴
- 元々、藤本聖（現：mossan）を含めたトリオ「ソーセージ」を組んでいたが、2012年7月2日、藤本が不祥事を起こし無期限謹慎処分（ソーセージの項目参照）を余儀なくされたため、秋山と山名による活動が続いていた。その後、2012年10月15日を以って「ソーセージ」は藤本が脱退する形で解散、改めて秋山と山名でコンビを結成。それに伴って現コンビ名へと改名した[8]。
- コンビ名は、2人の名字「秋山（アキヤマ）」と「山名（ヤマナ）」を組み合わせたものから。
- 1年遅れで別のコンビを組んでデビューした山名を見て秋山は「コイツとやりたい」と思い、しばらくして山名がそのコンビを解散。それを受けて秋山は「山名を誰かに取られる!」と焦って自分の組んでいたコンビを解散し、山名を誘ってコンビを結成した。

## 芸風
ソーセージ時代同様にコントがメインだが、漫才も行う。M-1グランプリ、キングオブコントの両方で複数回の決勝進出を経験している。コントはボケとツッコミがはっきり分かれたオーソドックスなスタイル。
秋山の憧れの芸人はとんねるずと山田邦子。山名は千原兄弟ととんねるずがきっかけでお笑いを始め、片岡鶴太郎も尊敬しているなど大阪の芸人であるが東京芸人からの影響も少なくない。

## 出囃子
- ET-KING「纏」

## 賞レース戦歴

### キングオブコント
| 年     | 結果         | 決勝戦キャッチコピー                   |
| ------ | ------------ | -------------------------------------- |
| 2013年 | 2回戦敗退    |                                        |
| 2014年 | 決勝敗退     | 解散からの再出発! 絆でつかめ笑いの頂点 |
| 2015年 | 決勝6位      | 浪速の超新星                           |
| 2016年 | 準決勝敗退   |                                        |
| 2017年 | 決勝7位      | 三度目の正直!進化を遂げた本格派        |
| 2018年 | 準々決勝敗退 |                                        |
| 2019年 | 準々決勝敗退 |                                        |
| 2020年 | 準々決勝敗退 |                                        |
| 2021年 | 準々決勝敗退 |                                        |
| 2022年 | 準々決勝敗退 |                                        |
| 2023年 | 準々決勝敗退 |                                        |
| 2024年 | 準々決勝敗退 |                                        |
| 2025年 | 準々決勝敗退 |                                        |

### Mｰ1グランプリ
| 年     | 結果         | エントリーNo. | 決勝戦キャッチコピー   | 備考                            |
| ------ | ------------ | ------------- | ---------------------- | ------------------------------- |
| 2015年 | 準々決勝敗退 | 1833          |                        |                                 |
| 2016年 | 決勝5位      | 231           | 変幻自在               |                                 |
| 2017年 | 準決勝敗退   | 38            |                        | GYAO!ワイルドカード枠、予選23位 |
| 2018年 | 準決勝敗退   | 1941          |                        | 予選18位、敗者復活戦4位         |
| 2019年 | 不参加       |               |                        |                                 |
| 2020年 | 決勝8位      | 3006          | 覚醒するファンタジスタ | 特例シード                      |
| 2021年 | 準々決勝敗退 | 3356          |                        |                                 |
| 2022年 | 3回戦敗退    | 5018          |                        |                                 |
| 2023年 | 準々決勝敗退 | 4651          |                        |                                 |
| 2024年 | 不参加       |               |                        |                                 |

### その他
- 2011年 第32回ABCお笑い新人グランプリ 優秀新人賞
- 2012年 第2回オンバト+チャンピオン大会 準優勝
- 2013年 第34回 ABCお笑いグランプリ 準決勝敗退
- 2013年 第11回 MBS漫才アワード 決勝大会3位
- 2014年 THE MANZAI 決勝大会3位
- 2015年 第45回 NHK上方漫才コンテスト 優勝
- 2017年 第4回 NHK新人お笑い大賞 大賞
- 2017年 第5回 歌ネタ王決定戦 準決勝敗退

## 出演

### テレビ

#### レギュラー番組
現在
- せやねん!（毎日放送、2014年6月7日 - ）- 第2部不定期出演→第2部月1回レギュラー→第2部隔週レギュラー→第1部・第2部レギュラー
- おうみ発630（NHK大津放送局）- 月1
- 痛快!明石家電視台（毎日放送、2019年10月21日 - ）- 隔週
- ウラマヨ!（関西テレビ）- パネラーとして不定期出演
- アキナのギャルしか勝たん〜ギャルの力で世界を変えよう〜（毎日放送、2021年11月3日 - ）
- Y-Tube大賞（BSよしもと、2022年10月 - ）- 第2.4木曜MC[12]
- Jフットニスタ（朝日放送テレビ、2023年2月 - ）- 第4代MC 秋山のみ[注 3]
- アキナのぶっちゃけていいんじゃないの（eo光テレビ、2023年6月5日 - ）[13]
- ラヴィット!（TBSテレビ） -  不定期出演。

過去
- もってる!? モテるくん（読売テレビ、2013年10月5日 - 2014年3月29日）
- 吉本超合金A（テレビ大阪、2017年10月29日 - 2018年6月24日）
- キャスト（朝日放送テレビ、2016年4月4日 - 2018年12月24日）-「アキナの2日目のアレいただきます。」→「月曜日のアキナたち ここよりおいしいアレいただきます」リポーター。秋山はこの番組での共演が縁で、降板後にサブキャスターの塚本と結婚している。
- 雨上がりのナニモン!?（関西テレビ）- リポーターとして不定期出演
- 雨上がりの「Aさんの話」〜事情通に聞きました!〜（朝日放送、2016年1月 - 2019年3月26日）- 準レギュラー
- メッセンジャーの○○は大丈夫なのか?（毎日放送） - 準レギュラー
- もう少し、嫌な奴（朝日放送、2019年3月31日 - 9月29日）
- 名門!モウカリマッカー学園 〜西梅田校新聞部〜（テレビ大阪、2019年1月19日 - 2020年3月20日）
- アキナ・和牛・アインシュタインのバツウケテイナー（サンテレビ、2016年4月5日 - 2020年3月31日)
- 関西発!才能発掘TV マンモスター（毎日放送、2017年7月4日 - 2020年3月26日）- MC
- バズ★ナイトナマー!（毎日放送、2020年5月28日 - 12月17日）- MC
- アキナのほめらレストラン（テレビ大阪、2020年3月3日 - 12月29日）
- 2時45分からはスローでイージーなルーティーンで→1時50分からはスローでイージーなルーティーンで（関西テレビ、2021年3月30日 - 2023年9月29日）- 火曜MC
- シャバめの象さん（関西テレビ、2021年4月4日 - 9月26日）
- Cheeky's Cast 2（BSよしもと、2022年3月22日 - 9月27日）- 火曜MC[14]
- New Style 3.0（BSよしもと、2022年4月24日 - 9月25日）- MC※毎月第4日曜放送[15]
- カミオト夜（読売テレビ、2022年6月3日 - 2023年12月23日）- 山名のみサポーターとして出演

#### 特別番組
＊MCもしくはメインキャスト
- オールザッツ漫才（毎日放送）- Footcutバトル - （2018年 - 2022年）MC
- 解決!マルガリータファイブ（2021年4月23日、テレビ朝日）- 所員、山名のみ[16]
- 疾走!エイトマイル（日本テレビ、2021年3月28日・8月15日）[17][18]

### ラジオ
過去のレギュラー番組
- ハンドレッドレディオ 第2部 中張又張・アキナのクール番長（毎日放送、2013年7月4日 - 9月26日）
- オンスト（YES-fm、2013年10月7日 - 2014年3月31日）- 月曜日
- アキナ・大吉洋平の「週刊ヤングマンデー」（毎日放送、2015年3月30日 - 2016年3月21日）
- 週刊ヤングフライデー（毎日放送→MBSラジオ[注 4]、2016年4月1日 - 2024年3月29日）

その他
- 笑い飯の金曜お楽しみアワー（毎日放送）

### ネット配信番組
- アキナのアキナいチャンネル（YouTube、2020年4月1日19:00〜）

現在のレギュラー番組
- バツウケプラス（大阪チャンネル）
- マンモスター＋＋
- アキナのホビーナイト（SHOWROOM、2018年5月 - ）

過去のレギュラー番組
- 吉本超合金BAN（大阪チャンネル）

### 映画
- デッド・フラワーズ（2020年3月14日公開、監督：島田角栄）- 山名文和のみ出演

## DVD
- アキナ（2015年8月5日）[19]
- アキナ2（2019年3月27日）[20]

## 単独ライブ
2013年
- 7月29日 - 「オギャー」（5upよしもと/大阪）※初単独
- 10月31日 - 「ヒャッホー!!」（5upよしもと/大阪）

2014年
- 2月14日 - 「よっし!!!」（5upよしもと/大阪）※5up卒業単独
- 5月3日 - 「アキナの漫才単独」（5upよしもと/大阪）
- 7月25日 - 「アキナ in NGK」（なんばグランド花月/大阪）

2015年
- 3月26日 - 「アキナ in NGK 2」（なんばグランド花月/大阪）
- 4月3日 - 「アキナ in ルミネ」（ルミネtheよしもと/東京）
- 5月2日 - 「アキナ in 幕張」（幕張よしもとイオンモール劇場/千葉）
- 5月20日 - 「アキナのDVD収録ライブ〜みんな!いつもより多めに笑ってね!〜」（ABCホール/大阪）
- 7月29日 - 「アキナのコント」（大丸心斎橋劇場/大阪）

2016年
- 3月31日 - 「アキナ in NGK 3」（なんばグランド花月/大阪）
- 4月6日 - 「アキナ in ルミネ 2」（ルミネtheよしもと/東京）
- 8月11日 - 「プレミアムアキナ」（大阪ビジネスパーク 円形ホール/大阪）

2017年
- 4月6日 - 「アキナ in NGK 4」（なんばグランド花月/大阪）
- 5月4日 - 「アキナルミネ〜どっさりネタ持ってきました〜」（ルミネtheよしもと/東京）
- 7月30日 - 「KING」（YES THEATER/大阪）
- 10月31日 - 「アキナの漫才単独inルミネ」（ルミネtheよしもと/東京）

2018年
- 4月26日 - 「アキナ in NGK」（なんばグランド花月/大阪）
- 5月6日 - 「アキナ in ルミネ」（ルミネtheよしもと/東京）

2022年
- 1月28日-「アキナ×かが屋 in 祇園」(よしもと祇園花月/京都)